# Ktheju tokës
A Ktheju tokës (magyarul: Visszatérés a földre) Jonida Maliqi albán énekesnő dala, amellyel Albániát képviselte a 2019-es Eurovíziós Dalfesztiválon, Tel-Avivban.

## Eurovíziós Dalfesztivál
A dal a 2018. december 22-én rendezett albán nemzeti döntőben, az Festivali i Këngësban nyerte el az indulás jogát, ahol a zsűri szavazatai alakították ki a végeredményt. 
A dalt az Eurovíziós Dalfesztiválon először a május 16-án rendezett második elődöntőben adták elő, fellépési sorrendben tizennegyedikként, az orosz Sergey Lazarev Scream című dala után és a norvég KEiiNO Spirit in the Sky című dala előtt. Az elődöntőben végül 96 ponttal a 9. helyen végeztek, így továbbjutottak a döntőbe. A május 18-án rendezett döntőben fellépési sorrend szerint másodikként szólalt meg a dal, a máltai Michela Chameleon című dala után és a cseh Lake Malawi Friend of a Friend című dala előtt. A zsűris szavazáson összesen 43 pontot sikerült szerezni, míg a nézői szavazáson 47 pontot szerzett az énekesnő, így összesen 90 pontot gyűjtve a tizenhetedik helyen zártak.
A következő albán induló Arilena Ara Fall from the Sky című dala lett volna a 2020-as Eurovíziós Dalfesztiválon.

## Külső hivatkozások
- Dalszöveg
- A dal előadása az albán nemzeti döntőben. YouTube-videó, Eurovision Song Contest, 2018. december 23.
- A dal videóklippje. YouTube-videó, Eurovision Song Contest, 2019. március 10.
- A dal előadása a második elődöntőben. YouTube-videó, Eurovision Song Contest, 2019. május 16.
- A dal előadása a döntőben. YouTube-videó, Eurovision Song Contest, 2019. május 18.